# Place des Fontaines
La Place des Fontaines est une place de Saint-Martin-de-Fontenay dans le Calvados en France. Elle fut autrefois le centre du village.